# Vízilabda a 2004. évi nyári olimpiai játékokon
A 2004. évi nyári olimpiai játékokon a vízilabdatorna az újkori olimpiák történetében huszonnegyedszer került a hivatalos programba. A férfi tornát augusztus 15–29., a női tornát augusztus 16–26. között tartották. A helyszín az athéni Központi Olimpiai Uszoda volt.
A férfiaknál a magyar válogatott megvédte bajnoki címét, a nőknél az olasz csapat nyerte az olimpiát. A magyar női válogatott a hatodik helyen végzett.

## Éremtáblázat
(Magyarország csapata eltérő háttérszínnel, az egyes számoszlopok legmagasabb értéke, vagy értékei vastagítással kiemelve.)
| A 2004. évi nyári olimpiai játékok éremtáblázata vízilabdában | A 2004. évi nyári olimpiai játékok éremtáblázata vízilabdában | A 2004. évi nyári olimpiai játékok éremtáblázata vízilabdában | A 2004. évi nyári olimpiai játékok éremtáblázata vízilabdában | A 2004. évi nyári olimpiai játékok éremtáblázata vízilabdában | Olimpia  |
| ------------------------------------------------------------- | ------------------------------------------------------------- | ------------------------------------------------------------- | ------------------------------------------------------------- | ------------------------------------------------------------- | -------- |
|                                                               | Ország                                                        | Arany                                                         | Ezüst                                                         | Bronz                                                         | Összesen |
| 1.                                                            | Magyarország (HUN)                                            | 1                                                             | 0                                                             | 0                                                             | 1        |
|                                                               | Olaszország (ITA)                                             | 1                                                             | 0                                                             | 0                                                             | 1        |
| 3.                                                            | Szerbia és Montenegró (SCG)                                   | 0                                                             | 1                                                             | 0                                                             | 1        |
|                                                               | Görögország (GRE)                                             | 0                                                             | 1                                                             | 0                                                             | 1        |
| 5.                                                            | Oroszország (RUS)                                             | 0                                                             | 0                                                             | 1                                                             | 1        |
|                                                               | Egyesült Államok (USA)                                        | 0                                                             | 0                                                             | 1                                                             | 1        |
|                                                               |                                                               |                                                               |                                                               |                                                               |          |
| Összesen                                                      | Összesen                                                      | 2                                                             | 2                                                             | 2                                                             | 6        |

## Érmesek

### Férfi torna
| A 2004. évi nyári olimpiai játékok érmesei férfi vízilabdában | A 2004. évi nyári olimpiai játékok érmesei férfi vízilabdában | A 2004. évi nyári olimpiai játékok érmesei férfi vízilabdában | A 2004. évi nyári olimpiai játékok érmesei férfi vízilabdában |
| --- | --- | --- | ------------------------------------------------------------- |
| Arany | Ezüst | Bronz |                                                               |
| Magyarország (HUN) | Szerbia és Montenegró (SCG) | Oroszország (RUS) |                                                               |
| Benedek Tibor Biros Péter Fodor Rajmund Gergely István Kásás Tamás Kiss Gergely Madaras Norbert Molnár Tamás Steinmetz Ádám Steinmetz Barnabás Szécsi Zoltán Varga Tamás Vári Attila | Aleksandar Ćirić Vladimir Gojković Danilo Ikodinović Viktor Jelenić Predrag Jokić Nikola Kuljača Slobodan Nikić Aleksandar Šapić Dejan Savić Denis Šefik Petar Trbojević Vanja Udovičić Vladimir Vujasinović | Roman Balasov Revaz Csomahidze Alekszandr Fjodorov Szergej Garbuzov Dmitrij Gorskov Alekszandr Jerisov Vitalij Jurcsik Nyikolaj Kozlov Nyikolaj Makszimov Andrej Rekecsinszkij Dmitrij Sztratan Marat Zakirov Irek Zinnurov |                                                               |

### Női torna
| A 2004. évi nyári olimpiai játékok érmesei női vízilabdában | A 2004. évi nyári olimpiai játékok érmesei női vízilabdában | A 2004. évi nyári olimpiai játékok érmesei női vízilabdában | A 2004. évi nyári olimpiai játékok érmesei női vízilabdában |
| --- | --- | --- | ----------------------------------------------------------- |
| Arany | Ezüst | Bronz |                                                             |
| Olaszország (ITA) | Görögország (GRE) | Egyesült Államok (USA) |                                                             |
| Francesca Conti Martina Miceli Carmela Allucci Silvia Bosurgi Elena Gigli Emanuela Zanchi Tania Di Mario Cinzia Ragusa Giusy Malato Alexandra Araujo Maddalena Musumeci Melania Grego Tóth Noémi | Dímitra Aszilián Jeorjía Elináki Katerína Ikonomopúlu Eftihía Karajáni Angelikí Karapatáki Sztavrúla Kozómboli Júli Lára Kikí Liószi Andiópi Melidóni Andonía Moraíti Evangelía Moraitídu Anthúla Milonáki Andigóni Rumbészi | Jacqueline Frank Heather Petri Ericka Lorenz Brenda Villa Ellen Estes Natalie Golda Margaret Dingeldein Kelly Rulon Heather Moody Robin Beauregard Amber Stachowski Nicolle Payne Thalia Munro |                                                             |